# Podrum
Podrum je jedan ili više katova građevine koji su u potpunosti ili djelomično ispod prizemlja, tj. razine tla. U stambenim zgradama često se koristi za zajedničke potrebe, poput grijanja, ventilacije ili, s dodatnim otvorom na površinu kao parkirni garažni prostor. U nekim zgradama podrumski ili polupodrumski, suterenski prostori se koriste i za stanovanje. Podrumi se često koriste u svrhu čuvanje hrane i pića ako se može u njima uspješno održavati stabilna razina (niske) temperature i vlažnosti.